# Marobod
Ne doit pas être confondu avec Marbode, évêque de Rennes de 1096 à 1123.
Marobod (Maroboduus en latin, Μαροβόδου en grec) est un roi marcoman du premier quart du Ier siècle.
Né vers l'an 30 av. J.-C., il passe plusieurs années à Rome, sans doute comme otage après une victoire romaine contre les Marcomans. En 8 av. J.-C., les Marcomans sont vaincus par Drusus et l'année suivante, Marobod revient en Germanie. Avec l'appui probable des romains, il migre avec son peuple en Bohême, où les Marcomans absorbent les Boïens. Dans les années qui suivent, il étend son pouvoir sur plusieurs peuples germaniques voisins (Lugiens, Semnons, Lombards). Face à la constitution de cet empire, Rome envoie Tibère et une douzaine de légions le combattre, mais les armées romaines repartent mater une révolte, obligeant Tibère à signer un traité avec Marobod. 
Par la suite, Marobod maintient une position de neutralité, refusant de participer à la révolte d'Arminius, mais refusant également d'aider les romains à le combattre. Les chérusques d'Arminius et les Marcomans de Marobod entrent en guerre et les Marcomans sont vaincus en 17 apr. J.-C. . Au lieu d'envoyer une aide militaire comme demandé par Marobod, Rome fait venir Drusus Iulius Caesar, qui lance une conspiration au sein des nobles marcomans. Détrôné par Catualda, Marobod s'exile en Italie, s'installant à Ravenne où il meurt en l'an 37.

## Sources
La vie de Marobod est connue à travers les sources écrites romaines. Parmi les auteurs qui ont écrit sur lui, on trouve le géographe Strabon, l'historien Tacite, ainsi que Velleius Paterculus, qui a participé à la campagne menée par l'empereur Tibère contre Marobod. Michael Erdrich rappelle que ces sources romaines ne sont pas neutres, mais des récits influencés par les ambitions de leurs auteurs, par le contexte politique et culturel et que par conséquent, elles ne peuvent pas être prises au pied de la lettre.

## Jeunesse
On sait peu de choses sur la jeunesse de Marobod. Il naît vers 30 av. J.-C. dans une famille noble des Marcomans.
Dans sa jeunesse, il est envoyé à Rome, où il vit quelques années. Strabon ne précise pas s'il a été envoyé à Rome comme otage, prisonnier de guerre ou exilé. Il est possible qu'il soit envoyé comme otage après la défaite des Marcomans face aux armées du général Nero Claudius Drusus vers 10 ou 9 av. J.-C..
Strabon indique qu'il est favorablement considéré par Auguste, mais MIchael Erdrich doute fortement que l'empereur ait eu le temps de s'occuper personnellement d'un jeune otage d'un lointain peuple germain de faible importance à l'époque. Erdrich estime que les auteurs antiques ont exagéré la relation entre Marobod et Auguste pour mieux justifier la guerre menée contre Marobod devenu roi des Marcomans dans les années qui ont suivi.
Pendant son séjour à Rome, il est probable que Marobod reçoive une formation militaire ; il est possible qu'il ait commandé une unité composée de Marcomans ou d'autres peuples germaniques, comme c'est le cas pour d'autres chefs germains envoyés à Rome.

## Règne

### Retour en Germanie et migration en Bohême
En 8 av. J.-C., les Marcomans sont vaincus par Drusus et forcés par Tibère à se rendre. Marobod retourne auprès d'eux et devient leur roi. D'après l'historien Peter Kehne, Marobod retourne en Germanie avec l'approbation des Romains, mais estime peu probable que les romains aient accepté que Marobod devienne roi de son peuple juste après leur défaite. Pour Erdrich, son accession au pouvoir n'a pu se faire qu'avec l'appui des Romains, qui ont très probablement nommé les nouveaux chefs des Marcomans après les avoir vaincus ; en effet, ces chefs acceptent d'être dirigés par Marobod qui revient de plusieurs années à Rome et n'a jamais exercé aucun commandement au sein de son peuple.
Une fois nommé roi des Marcomans, Marobod décide de faire migrer son peuple en Bohème. Erdrich estime que cette migration n'a pas pu se faire sans l'approbation des romains : elle nécessite en effet une grande logistique (transporter de nombreuses personnes, les nourrir en chemin et s'installer dans une région déjà occupée par d'autres peuples). Strabon écrit que Marobod arrive en Bohême comme une simple personne privée, mais pour Erdrich il a pu agir sous les ordres de Rome (soit directement, soit avec la bénédiction des autorités romaines sans que les ordres ne soient formels).
L'endroit où Marobod s'établit n'est pas connu, mais il est probable qu'il choisisse un lieu proche des voies de communication permettant d'atteindre rapidement Rome. Il a pu s'installer autour des actuels Bratislava et Devín, à l'intersection du Danube avec la route de l'ambre ; des routes mènent au nord, à l'ouest et à l'est, permettant à des marchands ou à des troupes de s'y rendre depuis l'empire romain. Des fouilles archéologiques au château de Devín, à l'époque un oppidum, ont révélé une présence militaire romaine datant de l'époque d'Auguste.

### Constitution d'un empire
Il est mentionné par Strabon que le pouvoir de Marobod s'étend également sur les Lugiens, les Didunes, les Butons, les Sudins et les Semmons[source secondaire nécessaire]. Tacite indique que Marobod règne sur les Lugiens et des peuples Suèves, parmi lesquels les Semnons et les Langobards. Il crée en Bohème un État fort, doté d'une armée puissante, organisée à la romaine[source secondaire nécessaire]. Il unit ou absorbe le peuple des Boïens, présents en Bohême, dans celui des Marcomans.
L'établissement à ses frontières d'un royaume puissant et avec lequel elle n'a pas de liens de clientèle constitue un danger pour Rome. En conséquence, Tibère est envoyé, à la tête d'une douzaine de légions, soumettre le royaume marcoman en 6 apr. J.-C. Une révolte en Illyrie (ou en Pannonie) empêche la stratégie romaine d'arriver à son terme, et Maroboduus et Tibère signent alors un traité. Marobod est reconnu « roi et ami des romains ».
Le roi marcoman suit, envers les Romains, une politique stricte de non-agression et de neutralité, son peuple ne participe donc pas à la révolte d'Arminius et aux combats de la Bataille de Teutoburg. Une mission diplomatique d'Arminius, envoyée auprès de Maroboduus pour entraîner les Marcomans dans la révolte, échoue. Dans le même temps, Marobos refuse d'aider les armées romaines contre Arminius, ce qui exaspère Tibère.

## Chute
Les relations entre les deux principales entités germaniques se dégradent. Les Semnons et les Langobardii en profitent pour quitter la clientèle des Marcomans et rejoignent le parti chérusque d'Arminius. En 17 apr. J.-C. les armées des deux royaumes s'affrontent et Maroboduus est vaincu. À la suite de cette défaite, il réclame l'aide militaire de Rome, mais Tibère refuse d'envoyer des soldats et envoie à la place son fils Drusus Iulius Caesar. Ce dernier suscite alors un coup d’État au sein du peuple marcoman. Il encourage un noble nommé Catualda (en), en exil chez les Gothons, à s'emparer du pouvoir,. Maroboduus, à son tour, prend le chemin de l'exil. Il négocie avec Tibère et est placé en résidence à Ravenne. Son exil est perçu par Tibère comme sa soumission à Rome, et Drusus est célébré pour avoir vaincu Marobod.
Marobod meurt à Ravenne dix-huit ans plus tard,.

## Dans la culture populaire
Le roi Marbod des Marcomans est un personnage central de la deuxième saison de la série télévisée allemande Barbares, diffusée sur Netflix en 2022. Il est incarné par l'acteur autrichien Murathan Muslu.

### Sources primaires antiques
1. ↑  Strabon, Géographie, Livre VII, Chap I, 3.
2. 1 2  Velleius Paterculus, Histoire romaine, Livre II, 109.
3. 1 2  Tacite, Annales, Livre II, 62-63

### Sources universitaires
1. 1 2 3  (de) Josef Dobiáš, « King Maroboduus as a Politician », Klio, vol. 38, no 1,‎ 1er décembre 1960, p. 155–166 (ISSN 2192-7669, DOI 10.1524/klio.1960.38.jg.155, lire en ligne, consulté le 31 août 2024)
2. 1 2 3 4 5 6 7 8 9 10 11 12 13 14 15  (en) Michael Erdrich, « Maroboduus and the Consolidation of Roman Authority in the Middle Danube Region », dans Boii - Taurisci : Proceedings of the International Seminar, Oberleis-Klement, June 14th-15th, 2012, Austrian Academy of Sciences Press, 2016, 237–252 p. (ISBN 978-3-7001-7740-1, lire en ligne)
3. 1 2 3 4 5 6 7  Tacite (trad. Danielle De Clercq, notes de la traductrice), Origine et territoire des Germains, dit La Germanie [« De Origine et Situ Germanorum »], Bruxelles, 2003 (lire en ligne), Notes 38-42
4. 1 2 3  Jean-Pierre Martin et Giovanni Brizzi, Rome et l'Occident (IIe siècle av. J.-C. - IIe siècle ap. J.-C.): CAPES - Agrégation, Editions Sedes, 27 janvier 2010 (ISBN 978-2-301-00105-4, lire en ligne), p. 149
5. 1 2 3 4 5 6 7 8  (en) Sarah Pothecary, « STRABO, THE TIBERIAN AUTHOR: PAST, PRESENT AND SILENCE IN STRABO'S GEOGRAPHY », Mnemosyne, vol. 55, no 4,‎ 1er janvier 2002, p. 387–438 (ISSN 0026-7074 et 1568-525X, DOI 10.1163/156852502760186224, lire en ligne, consulté le 31 août 2024)
6. ↑  Yannick Clavé et Eric Teyssier, Petit Atlas historique de l'Antiquité romaine, Armand Colin, 19 juin 2019 (ISBN 978-2-200-62670-9, lire en ligne), p. 159

### Autres sources
1. ↑  (en) Lars Ulwencreutz, Ulwencreutz's The Royal Families in Europe V, Lulu.com, 30 octobre 2013 (ISBN 978-1-304-58135-8, lire en ligne), p. 24
2. ↑  (en) Katie Palmer, « Barbarians' Maroboduus the Marcomanni King is based on a real person », sur Express.co.uk, 21 octobre 2022 (consulté le 31 août 2024)